# بتل، (حوزه سرشماری)، ورمانت
بتل (به انگلیسی: Bethel) یک منطقهٔ مسکونی در ایالات متحده آمریکا است که در Bethel واقع شده‌است. بتل ۴٫۲ کیلومتر مربع مساحت و ۵۶۹ نفر جمعیت دارد و ۱۷۴٫۶۵ متر بالاتر از سطح دریا واقع شده‌است.